# Fraccionamiento Ciudad Olmeca
Fraccionamiento Ciudad Olmeca är en ort i Mexiko.   Den ligger i kommunen Coatzacoalcos och delstaten Veracruz, i den sydöstra delen av landet, 500 km öster om huvudstaden Mexico City. Fraccionamiento Ciudad Olmeca ligger 19 meter över havet och antalet invånare är 16 074.
Terrängen runt Fraccionamiento Ciudad Olmeca är mycket platt. Havet är nära Fraccionamiento Ciudad Olmeca åt nordost. Runt Fraccionamiento Ciudad Olmeca är det tätbefolkat, med 530 invånare per kvadratkilometer. Närmaste större samhälle är Coatzacoalcos, 11,8 km öster om Fraccionamiento Ciudad Olmeca.